# Zamek Roquetaillade
Zamek Roquetaillade (fr. Château de Roquetaillade, wym. [ʃɑto ʁɔk.tɑ.jad]) – jeden z francuskich zamków w Nowej Akwitanii, w miejscowości Mazères. Zbudowany w XIV wieku, przebudowany w XIX stuleciu.

## Historia

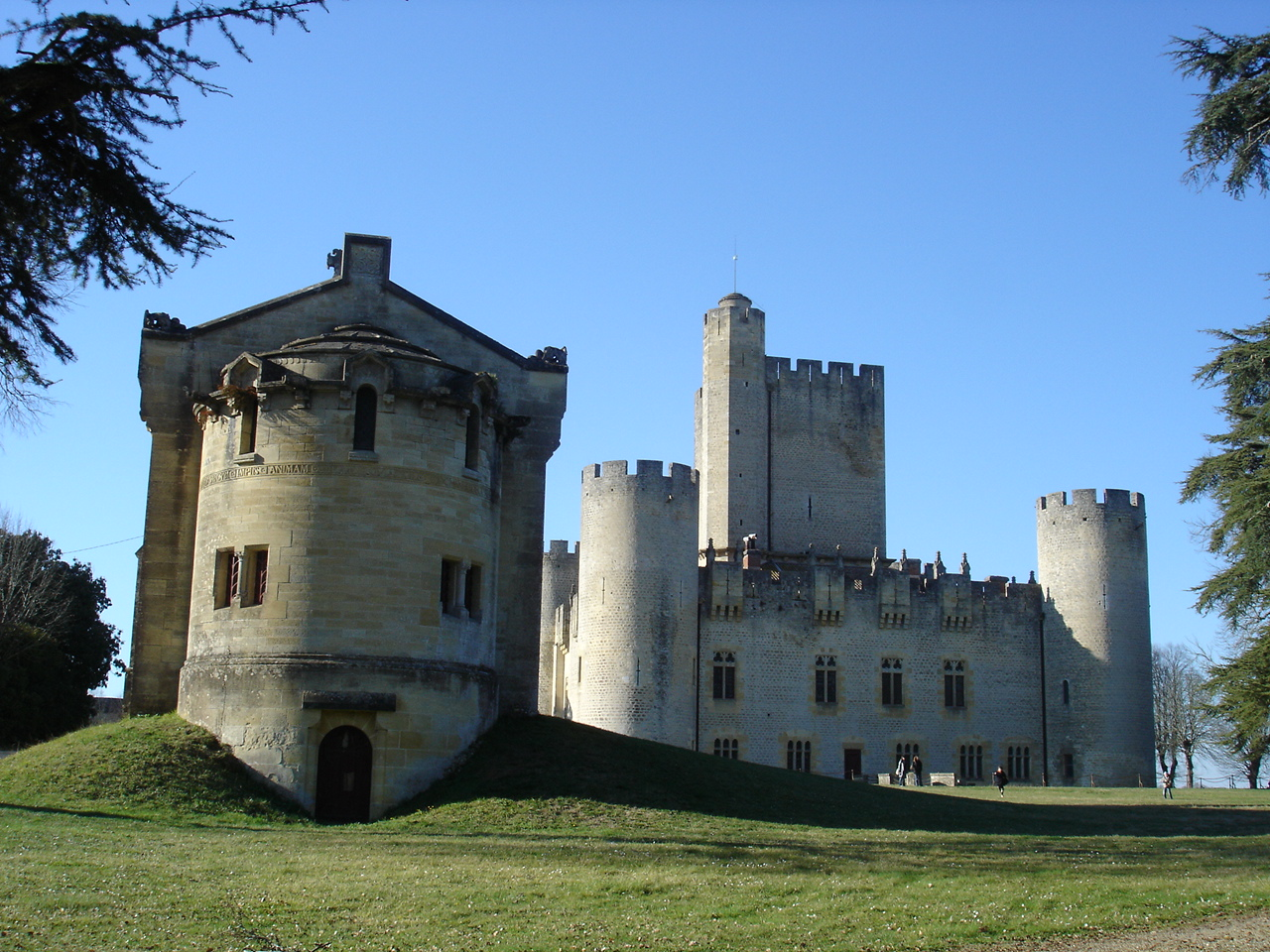
Widok na zamek oraz kaplicę

Osadnictwo w rejonie Mazères sięga czasów prehistorii. Nazwa Roquetaillade oznacza wydrążony w kamieniu i nawiązuje do licznych jaskiń, jakie znajdowały się w tym rejonie i służyły człowiekowi za schronienie. Pierwsze fortyfikacje ziemno-drewniane zostały wzniesione w VIII wieku, w czasie wyprawy władcy Franków Karola Wielkiego w Pireneje przeciwko Saracenom. W późniejszym czasie zabudowania ulegały dalszym przekształceniom, aż w XI stuleciu uzyskały charakter kamiennej rezydencji rycerskiej typu motte. Był to tzw. stary zamek, z którego pozostały tylko ruiny.
W 1306 budowę nowego zamku rozpoczął kardynał Gaillard de la Mothe. Otrzymał on zgodę od angielskiego króla Edwarda I, któremu podlegała wówczas Akwitania oraz wsparcie finansowe ze strony swego wuja, papieża Klemensa V. Zamek przybrał wówczas formę, którą z niewielkimi zmianami zachował do czasów współczesnych i był jednym z tzw. zamków klementyńskich, zbudowanych przez rodzinę papieża.
Pierwszą większą przebudowę przeszedł w XVII wieku, kiedy zyskał kilka elementów renesansowych, w tym większe, bardziej otwarte okna oraz zachowany do dziś kominek w jednym z wnętrz. Kolejna przebudowa miała miejsce w XIX stuleciu. W latach 1860–1870 architekt Eugène Viollet-le-Duc, razem ze swym asystentem Edmondem Duthoitem, nadał budowli i jej wnętrzom charakter neogotycki. Zaprojektował on oryginalne meble i wyposażenie komnat, odnowił malowidła ścienne, w tym również kaplicę w stylu arabsko-bizantyńskim.
W październiku 1976 zamek został sklasyfikowany jako monument historique. Od czasu powstania, przez ponad 700 lat należy do tej samej rodziny. W 1956 został udostępniony do zwiedzania.

## Architektura
Architektura budowli odzwierciedla w dużej mierze typową architekturę średniowiecznych zamków. Zamek składa się z kwadratowego korpusu głównego z sześcioma wieżami oraz centralnie położonym donżonem. Wieże zakończone są blankowaniem. Zamek posiada lochy i otoczony był fosą.
W środku zachował się oryginalny wystrój neogotyckich wnętrz z drugiej połowy XIX wieku oraz częściowo elementy architektoniczne z XVII stulecia. Ponadto, kaplica w stylu arabsko-bizantyńskim, wraz z marmurowym i polichromowanym ołtarzem. W parku wokół zamku znajdują ruiny starego, pierwotnego zamku oraz średniowiecznych murów obronnych z barbakanem. Ponadto, zachował się również XII-wieczny gołębnik, kaplica oraz XIX-wieczny domek.

## Wykorzystanie w filmach
Z uwagi na walory architektoniczne, zamek był miejscem kręcenia kilkunastu filmów, seriali i programów telewizyjnych. W 1966 nagrywano tu sceny do filmu Fantomas kontra Scotland Yard z udziałem aktora Louisa de Funèsa, w 1972 do filmu Doktor Popaul z Jeanem-Paulem Belmondo, w 1976 do serialu Krwawa lalka, w 1980 sceny do filmu Niedzielni kochankowie z Rogerem Moore’em, w 1995 zrealizowano jeden z odcinków serialu Nieśmiertelny, a w 2000 powstały sceny do filmu Braterstwo wilków.